# Riconoscimenti ottenuti da American Beauty
Il film American Beauty, uscito nelle sale nel 1999, ottenne un ampio successo di pubblico e di critica, con un incasso di oltre 350 milioni di dollari in tutto il mondo. Annovera tra i suoi maggiori riconoscimenti 5 Oscar vinti su 8 candidature e 3 Golden Globe su 6 nomination.

## Campagna pubblicitaria
Inizialmente la pellicola di Sam Mendes non venne considerata la principale favorita per dominare la stagione di festival cinematografici. Diversi film che uscirono sul finire del 1999 riuscirono a strappare il consenso della critica statunitense nelle cosiddette "liste di fine anno". Sebbene la Chicago Film Critics Association e la Broadcast Film Critics Association nominarono American Beauty "miglior film dell'anno", altre associazioni specializzate come il New York Film Critics Circle, la National Society of Film Critics e la Los Angeles Film Critics Association lo citarono tra i migliori, ma consegnarono il massimo riconoscimento a pellicole differenti. Il triplice successo in gennaio ai Golden Globe 2000 (miglior film drammatico, miglior regista, migliore sceneggiatura) fu, pertanto, inaspettato, giacché precedentemente erano trapelate notizie su una sconfitta certa del film.
Tra i candidati alla 72ª edizione degli Oscar non emerse alcun favorito in particolare. La DreamWorks, casa di produzione di American Beauty, aveva già sponsorizzato il proprio lavoro cinque settimane prima che i 5600 membri dell'Academy of Motion Picture Arts and Sciences ricevessero le schede per la votazione. Tale campagna affiancò alla pubblicità tradizionale delle strategie più mirate. Gli elettori vennero informati nelle loro zone mediante la promozione in «ambienti adeguati e casuali», nonostante fosse stato proibito l'avviso selettivo tramite posta elettronica. Il candidato al miglior film del 1998 della DreamWorks, Salvate il soldato Ryan, aveva perso il confronto con Shakespeare in Love; ciò spinse i dirigenti a puntare su un approccio completamente differente, assumendo personalità emergenti assieme a tre consulenti esperti, che, dal canto loro, raccomandarono la casa di produzione di «pensare in piccolo». Nancy Willen spinse lo studio a realizzare uno speciale sulla lavorazione della pellicola e a organizzare un botta e risposta con Mendes per la British Academy of Film and Television Arts; Dale Olson suggerì di far circolare il film, oltre che sulle testate giornalistiche principali, su pubblicazioni gratuite a Beverly Hills, città di residenza di molti votanti. Egli stesso fu responsabile della proiezione di American Beauty davanti a circa 1000 componenti dell'Actors Fund of America, tra i quali si nascondevano anche membri dell'Academy.
Bruce Feldman, infine, accompagnò Mendes al Santa Barbara International Film Festival, durante il quale il regista partecipò a una cena privata in onore di Anthony Hopkins, in compagnia di alcuni degli elettori degli Oscar.
Nel febbraio 2000 il film venne candidato a 8 Premi Oscar, mentre i suoi contendenti più vicini, Le regole della casa del sidro della Miramax e Insider - Dietro la verità della Spyglass Entertainment, ricevettero 7 nomination per parte.
Il mese seguente, le principali organizzazioni sindacali cinematografiche (Writers Guild of America, Screen Actors Guild, Producers Guild of America, American Society of Cinematographers, Directors Guild of America) gli assegnarono le maggiori onorificenze. Fu allora che si iniziò a pensare che il film di Mendes avrebbe potuto imporsi in più categorie alla cerimonia degli Oscar. Per far crollare le possibilità residue de Le regole della casa del sidro, la DreamWorks acquistò il 38% di spazio pubblicitario in più rispetto alla Miramax su Variety. Il 26 marzo allo Shrine Auditorium di Los Angeles American Beauty si aggiudicò 5 statuette: miglior film, miglior regista a Sam Mendes miglior attore a Kevin Spacey, migliore sceneggiatura originale a Alan Ball e migliore fotografia a Conrad L. Hall. La campagna di promozione del film nei confronti della critica, che peraltro contribuì al conseguimento di sei British Academy Film Awards su 14 nomination, valse alla DreamWorks un riconoscimento dalla Publicists Guild of America.

## Riconoscimenti
- 2000 - Premio Oscar
  - Miglior film a Bruce Cohen e Dan Jinks
  - Miglior regia a Sam Mendes
  - Miglior attore protagonista a Kevin Spacey
  - Migliore sceneggiatura originale a Alan Ball
  - Migliore fotografia a Conrad L. Hall
  - Candidatura alla migliore attrice protagonista a Annette Bening
  - Candidatura al miglior montaggio a Tariq Anwar e Christopher Greenbury
  - Candidatura alla migliore colonna sonora a Thomas Newman
- 2000 - Golden Globe
  - Miglior film drammatico a Bruce Cohen e Dan Jinks
  - Miglior regia a Sam Mendes
  - Migliore sceneggiatura a Alan Ball
  - Candidatura Miglior attore in un film drammatico a Kevin Spacey
  - Candidatura Migliore attrice in un film drammatico a Annette Bening
  - Candidatura Migliore colonna sonora originale a Thomas Newman
- 2000 - Premio BAFTA
  - Miglior film a Bruce Cohen, Dan Jinks e Sam Mendes
  - Miglior attore protagonista a Kevin Spacey
  - Migliore attrice protagonista a Annette Bening
  - Migliore fotografia a Conrad Hall
  - Miglior montaggio a Tariq Anwar e Christopher Greenbury
  - Miglior colonna sonora a Thomas Newman
  - Candidatura Miglior regia a Sam Mendes
  - Candidatura Miglior attore non protagonista a Wes Bentley
  - Candidatura Migliore attrice non protagonista a Thora Birch
  - Candidatura Migliore attrice non protagonista a Mena Suvari
  - Candidatura Migliore sceneggiatura originale a Alan Ball
  - Candidatura Migliore scenografia a Naomi Shohan
  - Candidatura Miglior trucco a Tania McComas e Carol A. O'Connell
  - Candidatura Miglior sonoro a Scott Martin Gershin, Scott Millan, Bob Beemer e Richard Van Dyke
- 2000 - Screen Actors Guild Awards
  - Miglior cast
  - Miglior attore protagonista a Kevin Spacey
  - Migliore attrice protagonista a Annette Bening
  - Candidatura Miglior attore non protagonista a Chris Cooper
- 1999 - Chicago Film Critics Association Award
  - Miglior film
  - Miglior regia a Sam Mendes
  - Miglior attore protagonista a Kevin Spacey
  - Miglior performance rivelazione a Wes Bentley
  - Candidatura Migliore attrice protagonista a Annette Bening
  - Candidatura Miglior sceneggiatura a Alan Ball
  - Candidatura Miglior fotografia a Conrad L. Hall
- 2001 - Premio César
  - Candidatura Miglior film straniero a Sam Mendes
- 2000 - David di Donatello
  - Candidatura Miglior film straniero a Sam Mendes
- 2000 - Ciak d'oro
  - Miglior film straniero
- 2001 - Empire Awards
  - Candidatura Miglior film
  - Candidatura Miglior regista britannico a Sam Mendes
  - Candidatura Miglior attore protagonista a Kevin Spacey
  - Candidatura Miglior debutto a Sam Mendes
- 1999 - European Film Awards
  - Candidatura Miglior film internazionale a Sam Mendes
- 2000 - Nastro d'argento
  - Regista del miglior film straniero a Sam Mendes
- 2000 - Kansas City Film Critics Circle Awards
  - Miglior film
  - Miglior regia a Sam Mendes
  - Miglior attore protagonista a Kevin Spacey
- 2001 - Premio Lumière
  - Miglior film straniero a Sam Mendes
- 2000 - MTV Movie Awards
  - Candidatura Miglior film
  - Candidatura Migliore performance rivelazione maschile a Wes Bentley
- 1999 - National Board of Review Awards
  - Miglior film
  - Migliori dieci film
  - Migliore performance rivelazione maschile a Wes Bentley
- 1999 - Satellite Award
  - Candidatura Miglior film drammatico
  - Candidatura Miglior regia a Sam Mendes
  - Candidatura Miglior attore in un film drammatico a Kevin Spacey
  - Candidatura Migliore attrice in un film drammatico a Annette Bening
  - Candidatura Migliore sceneggiatura originale a Alan Ball
  - Candidatura Migliore fotografia a Conrad L. Hall
  - Candidatura Miglior montaggio a Tariq Anwar e Christopher Greenbury
- 2000 - Premio Amanda
  - Miglior film straniero a Sam Mendes
- 2001 - Awards of the Japanese Academy
  - Candidatura Miglior film straniero
- 2000 - Blockbuster Entertainment Awards
  - Candidatura Miglior attore in un film drammatico a Kevin Spacey
  - Candidatura Migliore attrice in un film drammatico a Annette Bening
  - Candidatura Miglior attore non protagonista in un film drammatico a Wes Bentley
  - Candidatura Migliore attrice non protagonista in un film drammatico a Thora Birch
  - Candidatura Migliore attrice esordiente a Mena Suvari
- 2000 - Bogey Awards
  - Bogey Award
- 1999 - Boston Society of Film Critics Award
  - Candidatura Miglior film
  - Candidatura Miglior attore protagonista a Kevin Spacey
- 2001 - BRIT Award
  - Candidatura Miglior colonna sonora
- 1999 - Critics' Choice Movie Award
  - Miglior film
  - Miglior regia a Sam Mendes
  - Migliore sceneggiatura originale a Alan Ball
- 2001 - Grammy Award
  - Miglior colonna sonora a Thomas Newman, Dennis S. Sands e Bill Bernstein
- 2000 - Grammy Award
  - Candidatura Miglior compilation dalla colonna sonora
- 1999 - Las Vegas Film Critics Society Awards
  - Miglior film
  - Miglior attore protagonista a Kevin Spacey
  - Candidatura Miglior regia a Sam Mendes
  - Candidatura Migliore attrice protagonista a Annette Bening
  - Nomination Migliore sceneggiatura originale a Alan Ball
  - Candidatura Migliore fotografia a Conrad L. Hall
  - Candidatura Miglior montaggio a Tariq Anwar e Christopher Greenbury
  - Candidatura Migliore scenografia a Naomi Shohan
  - Candidatura Migliore colonna sonora a Thomas Newman
- 1999 - Los Angeles Film Critics Association Award
  - Miglior regia a Sam Mendes
  - Candidatura Miglior film
  - Candidatura Miglior sceneggiatura a Alan Ball
  - Candidatura Miglior fotografia a Conrad L. Hall
- 2001 - Premio Robert
  - Miglior film statunitense a Sam Mendes
- 1999 - San Diego Film Critics Society Awards
  - Miglior film
  - Miglior attore protagonista a Kevin Spacey
  - Migliore attrice protagonista a Annette Bening
  - Migliore attrice non protagonista a Thora Birch
- 2000 - Southeastern Film Critics Association Awards
  - Miglior film
  - Miglior regia a Sam Mendes
  - Miglior attore protagonista a Kevin Spacey
  - Migliore sceneggiatura originale a Alan Ball
  - Candidatura Miglior attrice protagonista a Annette Bening
- 2000 - Eddie Award
  - Candidatura Miglior montaggio in un film drammatico a Tariq Anwar e Christopher Greenbury
- 2000 - American Society of Cinematographers
  - Miglior fotografia a Conrad L. Hall
- 2000 - AACTA Award
  - Migliore film straniero a Bruce Cohen e Dan Jinks
- 2000 - BMI Film & TV Award
  - Miglior colonna sonora a Thomas Newman
- 2001 - Premio Bodil
  - Miglior film statunitense a Sam Mendes
- 2000 - Artios Award
  - Miglior casting in un film drammatico a Debra Zane
- 2000 - DGA Award
  - Miglior regia a Sam Mendes, Cristen Carr Strubbe, Tony Adler, Carey Dietrich, Rosemary C. Cremona e Stephanie Kime
- 2001 - Film Critics Circle of Australia Award
  - Miglior film straniero
- 2001 - Guldbagge Award
  - Nomination Miglior film straniero
- 2000 - London Critics Circle Film Awards
  - Film dell'anno
  - Regista dell'anno a Sam Mendes
  - Attore dell'anno a Kevin Spacey
  - Attrice dell'anno a Annette Bening
  - Sceneggiatore dell'anno a Alan Ball
- 2000 - Golden Reel Award
  - Miglior montaggio sonoro (Dialoghi & ADR)
  - Miglior montaggio sonoro (Colonna sonora)
- 1999 - New York Film Critics Circle Awards
  - Candidatura Miglior film
- 2000 - Teen Choice Awards
  - Candidatura Miglior film drammatico
  - Candidatura Miglior performance rivelazione maschile a Wes Bentley
  - Candidatura Migliore performance rivelazione femminile a Mena Suvari
- 1999 - Toronto International Film Festival
  - People's Choice Award a Sam Mendes
- 2000 - WGA Award
  - Miglior sceneggiatura a Alan Ball
- 2000 - Young Artist Awards
  - Miglior attrice giovane non protagonista a Thora Birch
- 2000 - American Comedy Awards
  - Attrice più divertente a Annette Bening
  - Candidatura Film più divertente
  - Candidatura Attore più divertente a Kevin Spacey
- 2000 - Art Directors Guild
  - Candidatura Miglior scenografia a Naomi Shohan, David Lazan e Catherine Smith
- 2000 - British Society of Cinematographers
  - Migliore fotografia a Conrad L. Hall
- 2000 - Chlotrudis Awards
  - Miglior attore protagonista a Kevin Spacey
  - Candidatura Miglior film
  - Candidatura Miglior regia a Sam Mendes
  - Candidatura Migliore attrice protagonista a Annette Bening
  - Candidatura Miglior attore non protagonista a Wes Bentley
  - Candidatura Migliore sceneggiatura a Alan Ball
  - Candidatura Migliore fotografia a Conrad L. Hall
- 2000 - Cinema Audio Society
  - Candidatura Miglior montaggio sonoro a Scott Millan, Bob Beemer e Richard Van Dyke
- 2000 - Costume Designers Guild Awards
  - Miglioro costumi a Julie Weiss
- 2001 - Czech Lions
  - Miglior film straniero a Sam Mendes
- 2000 - Dallas-Fort Worth Film Critics Association Awards
  - Miglior film
  - Miglior regia a Sam Mendes
  - Miglior attore protagonista a Kevin Spacey
- 2000 - Florida Film Critics Circle Awards
  - Miglior regia a Sam Mendes
  - Miglior attore protagonista a Kevin Spacey
- 2000 - Golden Screen
  - Golden Screen
- 2000 - Hollywood Makeup Artist and Hair Stylist Guild Awards
  - Nomination Migliori acconciature a Cydney Cornell
- 2000 - International Monitor Awards
  - Migliori riprese a Bryan McMahan
- 2001 - Kinema Junpo Awards
  - Miglior film straniero a Sam Mendes
- 2000 - National Society of Film Critics Awards
  - Migliore fotografia a Conrad L. Hall
  - Candidatura Miglior regia a Sam Mendes
  - Candidatura Miglior attore protagonista a Kevin Spacey
  - Candidatura Miglior sceneggiatura a Conrad L. Hall
- 2000 - Online Film Critics Society Awards
  - Miglior film
  - Miglior regia a Sam Mendes
  - Miglior attore protagonista a Kevin Spacey
  - Miglior cast
  - Candidatura Migliore attrice protagonista a Annette Bening
  - Candidatura Miglior attore non protagonista a Wes Bentley
  - Candidatura Migliore attrice non protagonista a Thora Birch
  - Candidatura Miglior debutto a Sam Mendes
  - Candidatura Migliore sceneggiatura originale a Alan Ball
  - Candidatura Migliore fotografia a Conrad L. Hall
  - Candidatura Miglior montaggio a Tariq Anwar e Christopher Greenbury
  - Candidatura Migliore colonna sonora a Thomas Newman
- 2000 - PGA Awards
  - Miglior produttore a Bruce Cohen e Dan Jinks
- 2000 - Publicists Guild of America
  - Maxwell Weinberg Award a Selby Barrett
- 2000 - Russian Guild of Film Critics
  - Miglior attore straniero a Kevin Spacey
- 1999 - Toronto Film Critics Association Awards
  - Miglior performance maschile a Kevin Spacey
  - Candidatura Miglior regia a Sam Mendes
  - Candidatura Miglior sceneggiatura a Alan Ball
- 2000 - Young Hollywood Awards
  - Miglior performance rivelazione femminile a Mena Suvari
  - Miglior alchimia a Wes Bentley e Thora Birch
- 2000 - YoungStar Awards
  - Miglior attrice giovane/esordiente in un film drammatico a Thora Birch